# Championnat d'Algérie de football 2018-2019
Navigation
Ligue 1
2017-2018 Ligue 1
2019-2020
La saison 2018-2019 de Ligue 1 est la 57e édition du Championnat d'Algérie de football. La saison débute le 10 aout 2018 et se terminera le 19 mai 2019. Les équipes promues de deuxième division sont le MO Béjaïa, l'AS Aïn M'lila et le CA Bordj Bou Arreridj  qui remplacent celles reléguées l'US Biskra, l'USM El Harrach et le USM Blida.

## Participants
Les treize premiers de la Ligue 1 2017-2018 ainsi que les trois premiers de la Ligue 2 2017-2018 participent à la compétition.
| \| JSK Alger CABBA CSC OM ESS DRBT MCO USMBA MOB JSS AASM \| Localisation des clubs engagés dans le championnat. |
| JSK Alger CABBA CSC OM ESS DRBT MCO USMBA MOB JSS AASM                                                           |

| \| MCA USMA CRB NAHD PAC \| Localisation des clubs algérois engagés en L1. |
| MCA USMA CRB NAHD PAC                                                      |

| Club                  | Dernière montée | Budget en M€ | Classement 2017-2018 | Entraîneur         | Stade                       | Pelouse     | Capacité théorique | Nombre de saisons en Ligue 1 |
| --------------------- | --------------- | ------------ | -------------------- | ------------------ | --------------------------- | ----------- | ------------------ | ---------------------------- |
| CS Constantine        | 2011            | 12           | 1er                  | Denis Lavagne      | Stade Chahid Hamlaoui       | Naturelle   | 35 000             | 21                           |
| JS Saoura             | 2012            | 6.4          | 2e                   | Nabil Neghiz       | Stade du 20 août 1955       | Synthétique | 20 000             | 6                            |
| NA Hussein Dey        | 2014            | 6.2          | 3e                   | Meziane Ighil      | Stade du 20 août 1955       | Synthétique | 8 000              | 41                           |
| MC Oran               | 2009            | 10.8         | 4e                   | Omar Belatoui      | Stade Ahmed Zabana          | Synthétique | 35 000             | 53                           |
| MC Alger              | 2003            | 8.5          | 5e                   | Adel Amrouche      | Stade du 5 juillet 1962     | Naturelle   | 64 000             | 49                           |
| USM Alger             | 1995            | 20           | 6e                   | Thierry Froger     | Stade Omar Hamadi           | Synthétique | 15 000             | 38                           |
| Paradou AC            | 2017            | 7.5          | 7e                   | Francisco Chaló    | Stade Omar Hamadi           | Synthétique | 15 000             | 3                            |
| ES Sétif              | 1997            | 10           | 8e                   | Nabil Neghiz       | Stade du 8 mai 1945         | Synthétique | 17 500             | 50                           |
| USM Bel-Abbès         | 2016            | 5.9          | 9e                   | Youcef Bouzidi     | Stade du 24 février 1956    | Synthétique | 45 000             | 21                           |
| DRB Tadjenanet        | 2015            | 5.8          | 10e                  | Kamel Bouhelal     | Stade Lahoua Smaïl          | Synthétique | 8 000              | 3                            |
| CR Belouizdad         | 1989            | 6.5          | 11e                  | Abdelkader Amrani  | Stade du 20 août 1955       | Synthétique | 15 000             | 53                           |
| JS Kabylie            | 1969            | 12.4         | 12e                  | Franck Dumas       | Stade du 1er novembre 1954  | Synthétique | 20 000             | 49                           |
| O Médéa               | 2016            | 5.7          | 13e                  | Saïd Hammouche     | Stade Imam Lyes             | Naturelle   | 12 000             | 2                            |
| MO Béjaïa             | 2018            | 4.8          | 1er (Ligue 2)        | Kheireddine Madoui | Stade de l'Unité Maghrébine | Synthétique | 17 500             | 4                            |
| AS Aïn M'lila         | 2018            | 4.4          | 2e (Ligue 2)         | Darko Janacković   | 1er novembre 1954 de Batna  | Synthétique | 20 000             | 19                           |
| CA Bordj Bou Arreridj | 2018            | 4.5          | 3e (Ligue 2)         | José María Nogués  | Stade du 20 août 1955       | Synthétique | 20 000             | 13                           |

Légende des couleurs
- Ligue des champions de la CAF 2019
- Coupe de la confédération 2019
- Coupe de l'UAFA 2018-2019
- Promu de Ligue 2

### Changements d'entraîneur
| Club           | Entraîneur partant       | Motif du départ     | Date de départ    | Position    | Entraîneur arrivant | Date d'arrivée    |
| -------------- | ------------------------ | ------------------- | ----------------- | ----------- | ------------------- | ----------------- |
| USM Alger      | Miloud Hamid             | Fin de contrat      | 1er juin 2018     | Pré-saison  | Thierry Froger      | 18 juin 2018      |
| JS Kabylie     | Noureddine Saâdi         | Consentement mutuel | 17 mai 2018       | Pré-saison  | Franck Dumas        | Été 2018          |
| MC Oran        | Moez Bououkaz            | Consentement mutuel | 22 mai 2018       | Pré-saison  | Badou Zaki          | 1er juin 2018     |
| MC Alger       | Bernard Casoni           | Consentement mutuel | 29 août 2018      | Phase Aller | Adel Amrouche       | 23 octobre 2018   |
| DRB Tadjenanet | Hamadi Dhaou             | Rupture de contrat  | 13 septembre 2018 | Phase Aller | Kamel Bouhelal      | 15 septembre 2018 |
| MO Béjaïa      | Alain Michel             | Rupture de contrat  | 1er octobre 2018  | Phase Aller | Kheireddine Madoui  | 2 octobre 2018    |
| CR Belouizdad  | Tahar Chérif El-Ouazzani | Démission           | 6 octobre 2018    | Phase Aller | Saïd Allik          | Octobre 2018      |
| AS Aïn M'lila  | Lakhdar Adjali           | Démission           | Octobre 2018      | Mercato     | Darko Janacković    | 23 novembre 2018  |

## Calendrier
Calendrier publié le jeudi  19 juillet  2018

## Compétition

### Classement
Source : Classement officiel sur le site de la LFP.
| Rang | Équipe                  | Pts | J  | G  | N  | P  | Bp | Bc | Diff |
| ---- | ----------------------- | --- | -- | -- | -- | -- | -- | -- | ---- |
| 1    | USM Alger               | 53  | 30 | 15 | 8  | 7  | 49 | 29 | +20  |
| 2    | JS Kabylie              | 52  | 30 | 15 | 7  | 8  | 38 | 25 | +13  |
| 3    | Paradou AC              | 48  | 30 | 14 | 6  | 10 | 38 | 24 | +14  |
| 4    | JS Saoura               | 47  | 30 | 13 | 8  | 9  | 33 | 22 | +11  |
| 5    | ES Sétif                | 45  | 30 | 13 | 6  | 11 | 34 | 24 | +10  |
| 6    | MC Alger                | 43  | 30 | 11 | 10 | 9  | 35 | 36 | -1   |
| 7    | CS Constantine T        | 40  | 30 | 10 | 10 | 10 | 30 | 24 | +6   |
| 8    | CR Belouizdad C -3      | 38  | 30 | 10 | 11 | 9  | 28 | 27 | +1   |
| 9    | CA Bordj Bou Arreridj P | 37  | 30 | 9  | 10 | 11 | 22 | 24 | -2   |
| 10   | MC Oran                 | 36  | 30 | 8  | 12 | 10 | 32 | 38 | -6   |
| 11   | NA Hussein Dey          | 36  | 30 | 9  | 9  | 12 | 22 | 29 | -7   |
| 12   | AS Aïn M'lila P         | 36  | 30 | 7  | 15 | 8  | 20 | 30 | -10  |
| 13   | USM Bel-Abbès S         | 35  | 30 | 9  | 8  | 13 | 24 | 38 | -14  |
| 14   | MO Béjaïa P             | 33  | 30 | 7  | 12 | 11 | 23 | 36 | -13  |
| 15   | DRB Tadjenanet          | 31  | 30 | 7  | 10 | 13 | 26 | 38 | -12  |
| 16   | O Médéa                 | 31  | 30 | 7  | 10 | 13 | 21 | 31 | -10  |

Qualifications internationales
- Ligue des champions de la CAF 2020
- Coupe de la confédération 2020
- Championnat arabe des clubs 2019-2020
- Relégation en Ligue 2

Abréviations
T : Tenant du titre

S : Vainqueur de la Supercoupe d'Algérie 2018

C : Vainqueur de la Coupe d'Algérie 2018-2019

P : Promus de Ligue 2 2017-2018

* : Défalcation de 3 points au CRB par la commission de discipline de la 
Ligue de football professionnel à la suite de son forfait pour le match face à 
l'ASAM comptant pour la 1re journée du championnat.
1. ↑  MC Oran est devant NA Hussein Dey et AS Aïn M'lila en vertu des points en confrontations directes.
2. ↑  DRB Tadjenanet est devant O Médéa en vertu des points en confrontations directes.

1. Le championnat se déroule en deux phases en Aller et Retour. Il est attribué :
- Trois (03) points pour un match gagné ;
- Un (01) point pour un match nul ;
- Zéro (00) point pour un match perdu sur terrain ou par pénalité.

2. Le club qui a obtenu le plus grand nombre de points est déclaré champion.
3. En cas d'égalité de points entre deux équipes ou plus, au terme du classement final, les équipes seront départagées, selon l’ordre des critères suivants :
- Le plus grand nombre de points obtenus par une équipe lors des matchs joués entre les équipes en question ;
- La meilleure différence de buts obtenue par une équipe lors des matchs joués entre les équipes en question ;
- La meilleure différence de buts obtenue par une équipe sur l’ensemble des matchs joués par les équipes en question lors de la phase aller ;
- Le plus grand nombre de buts marqués par une équipe sur l’ensemble des matchs joués par les équipes en question lors de la phase aller ;
- Le plus grand nombre de buts marqué par une équipe sur l’ensemble des matches joués à l’extérieur par les équipes en question lors de la phase aller ;
- En cas d’égalité concernant tous les critères ci-dessus, un match d’appui est organisé par la LFP sur terrain neutre avec prolongation et le cas échéant tirs au but.

Tiré du l'article 81 du Règlement des Championnats de Football Professionnel de la Fédération Algérienne de Football.

### Matchs
| Résultats (▼dom., ►ext.)                                   | ASAM | CABBA | CRB | CSC | DRBT | ESS | JSK | JSS | MCA | MCO | MOB | NAHD | OM  | PAC | USMA | USMBA |
| AS Aïn M'lila                                              |      | 1-0   | 1-1 | 0-0 | 2-0  | 1-0 | 0-0 | 0-0 | 1-1 | 0-0 | 2-1 | 1-1  | 0-0 | 1-0 | 0-0  | 1-0   |
| CA Bordj Bou Arreridj                                      | 2-0  |       | 0-0 | 0-0 | 1-0  | 1-2 | 1-0 | 2-0 | 0-1 | 3-1 | 1-1 | 0-0  | 1-0 | 1-0 | 1-1  | 3-1   |
| CR Belouizdad                                              | 0-3* | 1-1   |     | 2-1 | 2-1  | 1-0 | 2-1 | 1-1 | 0-0 | 0-1 | 4-1 | 2-0  | 0-1 | 0-0 | 0-1  | 1-0   |
| CS Constantine                                             | 0-0  | 1-0   | 1-1 |     | 3-3  | 1-1 | 2-0 | 1-0 | 2-0 | 0-0 | 1-0 | 1-1  | 0-0 | 2-0 | 1-3  | 3-0   |
| DRB Tadjenanet                                             | 0-0  | 3-1   | 0-0 | 0-0 |      | 2-0 | 2-1 | 1-0 | 0-1 | 0-0 | 1-2 | 1-2  | 1-0 | 1-0 | 1-0  | 0-0   |
| ES Sétif                                                   | 4-0  | 1-0   | 3-2 | 2-0 | 1-1  |     | 0-1 | 0-1 | 2-0 | 4-1 | 2-0 | 0-1  | 1-0 | 1-1 | 1-1  | 3-0   |
| JS Kabylie                                                 | 1-1  | 2-0   | 2-0 | 0-2 | 3-2  | 1-0 |     | 0-0 | 1-1 | 4-2 | 1-0 | 2-1  | 1-1 | 1-0 | 2-1  | 3-1   |
| JS Saoura                                                  | 4-1  | 0-1   | 2-0 | 3-1 | 2-0  | 2-1 | 0-1 |     | 4-3 | 2-0 | 0-0 | 1-0  | 0-0 | 2-2 | 3-0  | 3-0   |
| MC Alger                                                   | 4-2  | 0-0   | 1-1 | 2-1 | 4-1  | 0-1 | 0-5 | 0-0 |     | 1-0 | 0-0 | 2-1  | 2-1 | 1-1 | 3-2  | 0-1   |
| MC Oran                                                    | 3-1  | 1-1   | 1-1 | 1-0 | 3-1  | 0-1 | 0-0 | 1-1 | 4-3 |     | 0-0 | 3-2  | 1-0 | 0-2 | 0-0  | 2-2   |
| MO Béjaïa                                                  | 0-0  | 0-0   | 1-0 | 1-0 | 0-0  | 1-0 | 1-1 | 0-1 | 1-1 | 0-3 |     | 1-2  | 1-1 | 1-0 | 0-0  | 1-0   |
| NA Hussein Dey                                             | 1-1  | 1-0   | 0-2 | 0-1 | 0-0  | 0-0 | 1-2 | 1-0 | 1-0 | 1-0 | 1-0 |      | 0-0 | 2-1 | 0-1  | 0-0   |
| O Médéa                                                    | 0-0  | 1-0   | 0-1 | 1-0 | 1-1  | 2-2 | 1-0 | 0-1 | 1-2 | 1-1 | 2-4 | 1-0  |     | 0-1 | 1-3  | 2-0   |
| Paradou AC                                                 | 3-0  | 2-0   | 0-0 | 1-0 | 3-0  | 1-0 | 2-0 | 2-0 | 0-1 | 3-2 | 3-0 | 2-1  | 3-0 |     | 1-3  | 1-2   |
| USM Alger                                                  | 3-0  | 3-1   | 2-3 | 2-1 | 3-1  | 0-1 | 1-0 | 2-0 | 0-0 | 1-1 | 5-1 | 4-1  | 3-1 | 1-2 |      | 1-0   |
| USM Bel-Abbès                                              | 1-0  | 0-0   | 1-0 | 0-4 | 1-0  | 2-0 | 0-2 | 1-0 | 2-1 | 3-1 | 2-2 | 0-0  | 1-2 | 1-1 | 2-2  |       |
| - Victoire à domicile - Match nul - Victoire à l'extérieur |      |       |     |     |      |     |     |     |     |     |     |      |     |     |      |       |

- : Match perdu sur tapis-vert à la suite du forfait du CRB.

## Statistiques

### Domicile et extérieur
| Rang | Équipe                | Pts | J  | G  | N | P | Bp | Bc | Diff |
| ---- | --------------------- | --- | -- | -- | - | - | -- | -- | ---- |
| 1    | Paradou AC            | 34  | 15 | 11 | 1 | 3 | 27 | 9  | +18  |
| 2    | JS Kabylie            | 34  | 15 | 10 | 4 | 1 | 24 | 12 | +12  |
| 3    | JS Saoura             | 33  | 15 | 10 | 3 | 2 | 28 | 10 | +18  |
| 4    | USM Alger             | 32  | 15 | 10 | 2 | 3 | 31 | 13 | +18  |
| 5    | ES Sétif              | 30  | 15 | 9  | 3 | 3 | 25 | 9  | +16  |
| 6    | CA Bordj Bou Arreridj | 29  | 15 | 8  | 5 | 2 | 17 | 7  | +10  |
| 7    | CS Constantine        | 28  | 15 | 7  | 7 | 1 | 19 | 9  | +10  |
| 8    | AS Aïn M'lila         | 27  | 15 | 6  | 9 | 0 | 11 | 4  | +7   |
| 9    | MC Alger              | 26  | 15 | 7  | 5 | 3 | 20 | 17 | +3   |
| 10   | USM Bel-Abbès         | 26  | 15 | 7  | 5 | 3 | 17 | 15 | +2   |
| 11   | DRB Tadjenanet        | 26  | 15 | 7  | 5 | 3 | 13 | 7  | +6   |
| 12   | MC Oran               | 25  | 15 | 6  | 7 | 2 | 20 | 15 | +5   |
| 13   | NA Hussein Dey        | 23  | 15 | 6  | 5 | 4 | 9  | 8  | +1   |
| 14   | CR Belouizdad*        | 22  | 15 | 7  | 4 | 4 | 16 | 12 | +4   |
| 15   | MO Béjaïa             | 22  | 15 | 5  | 7 | 3 | 11 | 11 | 0    |
| 16   | O Médéa               | 19  | 15 | 5  | 4 | 6 | 14 | 16 | -2   |

| Rang | Équipe                | Pts | J  | G | N | P  | Bp | Bc | Diff |
| ---- | --------------------- | --- | -- | - | - | -- | -- | -- | ---- |
| 1    | USM Alger             | 21  | 15 | 5 | 6 | 4  | 18 | 16 | +2   |
| 2    | JS Kabylie            | 18  | 15 | 5 | 3 | 7  | 14 | 13 | +1   |
| 3    | MC Alger              | 17  | 15 | 4 | 5 | 6  | 15 | 19 | -4   |
| 4    | ES Sétif              | 15  | 15 | 4 | 3 | 8  | 9  | 15 | -6   |
| 5    | Paradou AC            | 14  | 15 | 3 | 5 | 7  | 11 | 15 | -4   |
| 6    | JS Saoura             | 14  | 15 | 3 | 5 | 7  | 5  | 12 | -7   |
| 7    | NA Hussein Dey        | 13  | 15 | 3 | 4 | 8  | 13 | 21 | -8   |
| 8    | CR Belouizdad         | 13  | 15 | 3 | 7 | 5  | 12 | 15 | -3   |
| 9    | CS Constantine        | 12  | 15 | 3 | 3 | 9  | 11 | 15 | -4   |
| 10   | O Médéa               | 12  | 15 | 2 | 6 | 7  | 7  | 15 | -8   |
| 11   | MC Oran               | 11  | 15 | 2 | 5 | 8  | 13 | 23 | -10  |
| 12   | MO Béjaïa             | 11  | 15 | 2 | 5 | 8  | 12 | 25 | -13  |
| 13   | AS Aïn M'lila         | 9   | 15 | 1 | 6 | 8  | 9  | 26 | -17  |
| 14   | USM Bel-Abbès         | 9   | 15 | 2 | 3 | 10 | 7  | 24 | -17  |
| 15   | CA Bordj Bou Arreridj | 5   | 15 | 1 | 5 | 9  | 5  | 17 | -12  |
| 16   | DRB Tadjenanet        | 5   | 15 | 0 | 5 | 10 | 13 | 31 | -18  |

- CR Belouizdad a été pénalisé de 3 points par la LFP

### Évolution du classement
Le tableau suivant récapitule le classement au terme de chacune des journées définies par le calendrier officiel, les matchs joués en retard sont pris en compte la journée suivante.
| Journées → | 1  | 2  | 3  | 4  | 5  | 6  | 7  | 8  | 9  | 10 | 11 | 12 | 13 | 14 | 15 | 16 | 17 | 18 | 19 | 20 | 21 | 22 | 23 | 24 | 25 | 26 | 27 | 28 | 29 | 30 |    | En tête | Relégable |
| ---------- | -- | -- | -- | -- | -- | -- | -- | -- | -- | -- | -- | -- | -- | -- | -- | -- | -- | -- | -- | -- | -- | -- | -- | -- | -- | -- | -- | -- | -- | -- | -- | ------- | --------- |
| ASAM       | 2  | 1  | 2  | 3  | 6  | 7  | 8  | 9  | 12 | 13 | 12 | 10 | 10 | 11 | 12 | 12 | 12 | 13 | 11 | 12 | 13 | 11 | 12 | 10 | 13 | 11 | 12 | 11 | 10 | 12 | 1  |         |           |
| CABBA      | 5  | 8  | 12 | 13 | 14 | 12 | 14 | 14 | 10 | 11 | 13 | 13 | 13 | 14 | 14 | 10 | 13 | 11 | 15 | 11 | 9  | 9  | 9  | 9  | 9  | 10 | 10 | 10 | 8  | 9  |    | 6       |           |
| CRB        | 16 | 16 | 16 | 14 | 16 | 16 | 16 | 16 | 16 | 16 | 16 | 16 | 16 | 16 | 16 | 16 | 16 | 16 | 16 | 16 | 14 | 12 | 13 | 11 | 10 | 9  | 9  | 9  | 12 | 8  |    | 21      |           |
| CSC        | 6  | 9  | 5  | 9  | 5  | 6  | 4  | 5  | 5  | 8  | 8  | 6  | 7  | 8  | 8  | 7  | 5  | 6  | 5  | 4  | 5  | 7  | 4  | 6  | 7  | 7  | 6  | 7  | 6  | 7  |    |         |           |
| DRBT       | 14 | 14 | 14 | 16 | 13 | 14 | 12 | 13 | 14 | 14 | 14 | 14 | 14 | 15 | 15 | 15 | 15 | 14 | 12 | 14 | 11 | 13 | 11 | 12 | 11 | 12 | 11 | 16 | 15 | 15 |    | 19      |           |
| ESS        | 3  | 7  | 7  | 5  | 2  | 3  | 3  | 4  | 4  | 3  | 3  | 3  | 2  | 3  | 3  | 3' | 3  | 5  | 3  | 7  | 8  | 6  | 7  | 5  | 6  | 5  | 5  | 4  | 5  | 5  |    |         |           |
| JSK        | 11 | 10 | 4  | 7  | 3  | 1  | 1  | 2  | 2  | 2  | 2  | 2  | 3  | 2  | 2  | 2  | 2  | 2  | 2  | 2  | 2  | 2  | 2  | 3  | 3  | 3  | 3  | 2  | 2  | 2  | 2  |         |           |
| JSS        | 12 | 4  | 10 | 4  | 9  | 11 | 13 | 8  | 6  | 6  | 6  | 8  | 6  | 4  | 5  | 6  | 6  | 4  | 7  | 5  | 6  | 5  | 6  | 7  | 5  | 6  | 4  | 5  | 4  | 4  |    |         |           |
| MCA        | 7  | 5  | 6  | 10 | 7  | 9  | 9  | 7  | 8  | 5  | 4  | 4  | 4  | 5  | 6  | 4  | 4  | 3  | 4  | 3  | 4  | 4  | 5  | 4  | 4  | 4  | 7  | 6  | 7  | 6  |    |         |           |
| MCO        | 8  | 13 | 13 | 15 | 11 | 13 | 10 | 6  | 9  | 10 | 10 | 9  | 9  | 9  | 9  | 13 | 10 | 9  | 9  | 9  | 10 | 10 | 10 | 13 | 12 | 13 | 13 | 13 | 13 | 10 |    | 1       |           |
| MOB        | 1  | 3  | 3  | 2  | 4  | 8  | 6  | 12 | 7  | 7  | 7  | 11 | 11 | 12 | 10 | 9  | 11 | 12 | 13 | 13 | 15 | 15 | 14 | 15 | 14 | 15 | 15 | 15 | 14 | 14 | 1  | 10      |           |
| NAHD       | 9  | 12 | 9  | 8  | 8  | 4  | 5  | 3  | 3  | 4  | 5  | 5  | 5  | 6  | 4  | 5  | 7  | 7  | 6  | 8  | 7  | 8  | 8  | 8  | 8  | 8  | 8  | 8  | 9  | 11 |    |         |           |
| OM         | 13 | 6  | 8  | 11 | 12 | 10 | 11 | 10 | 11 | 12 | 11 | 12 | 12 | 10 | 11 | 11 | 9  | 10 | 10 | 10 | 12 | 14 | 15 | 14 | 15 | 14 | 16 | 14 | 16 | 16 |    | 9       |           |
| PAC        | 10 | 11 | 11 | 6  | 10 | 5  | 7  | 11 | 13 | 9  | 9  | 7  | 8  | 7  | 7  | 8  | 8  | 8  | 8  | 6  | 3  | 3  | 3  | 2  | 2  | 2  | 2  | 3  | 3  | 3  |    |         |           |
| USMA       | 4  | 2  | 1  | 1  | 1  | 2  | 2  | 1  | 1  | 1  | 1  | 1  | 1  | 1  | 1  | 1  | 1  | 1  | 1  | 1  | 1  | 1  | 1  | 1  | 1  | 1  | 1  | 1  | 1  | 1  | 26 |         |           |
| USMBA      | 15 | 15 | 15 | 13 | 15 | 15 | 15 | 15 | 15 | 15 | 15 | 15 | 15 | 13 | 13 | 14 | 14 | 15 | 14 | 15 | 16 | 16 | 16 | 16 | 16 | 16 | 14 | 12 | 11 | 13 |    | 26      |           |

### Buts marqués par journée
Ce graphique représente le nombre de buts marqués lors de chaque journée.

### Classement des buteurs
Mise à jour : 4 février 2019
| # | Buteur              | Club           | Buts Note 1 | Pen. Note 2 | J Note 3 | Min. Note 4 |
| - | ------------------- | -------------- | ----------- | ----------- | -------- | ----------- |
| 1 | Zakaria Naidji      | Paradou AC     | 20          | 0           | 20       | 1170        |
| 2 | Karim Aribi         | DRB Tadjenanet | 10          | 4           | 14       | 1097        |
| 3 | Prince Ibara        | USM Alger      | 7           | 1           | 15       | 754         |
| 3 | Rachid Nadji        | MC Oran        | 7           | 1           | 16       | 1075        |
| 3 | Ismail Belkacemi    | CS Constantine | 6           | 0           | 18       | 1112        |
| 4 | Abdelhakim Amokrane | MO Béjaïa      | 5           | 0           | 16       | 1061        |
| 4 | Rezki Hamroune      | JS Kabylie     | 5           | 0           | 15       | 744         |
| 4 | Mohamed Souibaâh    | MC Alger       | 5           | 0           | 13       | 885         |
| 4 | Abdelhakim Sameur   | O Médéa        | 5           | 2           | 18       | 1600        |

| Source : Classement des buteurs sur le site de la LFP 1 : Nombre de buts inscrits (+) dont nombre de penalties (-) 2 : Nombre de buts inscrits de penalties (+) 3 : Nombre de matchs jouer (+) 4 : Temps de jeu total en minutes (-) |

### Classement des passeurs
Mise à jour :  30 novembre 2018
| # | Passeur              | Club           | Pas. | CPA. | J  | Min. |
| - | -------------------- | -------------- | ---- | ---- | -- | ---- |
| 1 | Abderrahmane Meziane | USM Alger      | 6    |      | 11 | 831  |
| 2 | Billel Bensaha       | DRB Tadjenanet | 5    |      | 15 | 1336 |
| 3 | Yousri Bouzok        | Paradou AC     | 4    |      | 14 | 867  |
| 4 | Abderrahmane Hachoud | MC Alger       | 4    |      | 11 | 895  |
| 5 | Abderrahmane Bourdim | MC Alger       | 4    |      | 11 | 832  |
| 6 | Redouane Cherifi     | USM Alger      | 4    |      | 10 | 839  |

| Source : Classement des passeurs sur le site de la LFP Algérienne 1 : Nombre de passes décisives (+) dont coups de pied arrêtés (-) 2 : Nombre de matchs durant lesquels le joueur a effectué une ou plusieurs passes décisives (+) 3 : Temps de jeu total en minutes (-) |

## Bilan de la saison
- Meilleure attaque :  USM Alger (49 buts inscrits)
- Meilleure défense :  JS Saoura (22 buts encaissés)
- Premier but de la saison :  Kaddour Beldjilali   81e pour le CS Constantine contre le NA Hussein Dey (1-1) le 10 août 2018 (1re journée).
- Dernier but de la saison : Mohamed Hichem Nekkache   90+1e pour le MC Alger contre l'AS Ain M'Lila (4-2) le 26 mai 2019 (30es journée).
- Premier but contre son camp :  Mohamed Islam Bakir   44e (csc) de l'ES Sétif en faveur du CR Belouizdad (3-2) le 10 septembre 2018 (5es journée).
- Premier penalty :  Abdelhakim Sameur   56e (pen.) pour l'O Médéa contre le MO Béjaïa (2-4) le 11 août 2018.
- Premier but sur coup franc direct :  Walid Allati   55e pour le NA Hussein Dey contre le MO Béjaïa (1-2) lors de la (6e journée) le 15 septembre 2018
- Premier doublé : Mohamed Amine Chekhrit   13e   37e pour l'Olympique de Médéa contre l'USM Bel Abbès (1-2) le 17 août 2018.
- Premier triplé :  Abdelmoumene Djabou   17e   33e   84e pour l'Entente sportive de Sétif contre l'AS Ain M'Lila (4-0) le 30 janvier 2019 lors de la 17e journée.
- Premier carton rouge :  Houcine Benayada   85e pour le CS Constantine contre le CA Bordj Bou Arreridj (0-0) le 17 août 2018.
- But le plus rapide d'une rencontre :  Abdelmalek Meftahi   28e sec. pour le CA Bordj Bou Arreridj contre le MC Oran (1-1) le 11 août 2018[5].
- But le plus tardif d'une rencontre :  Mohamed Tiaïba   90+10e pour l' AS Ain M'Lila contre le MO Bejaia (2-1) le 21 avril 2019.
- Plus jeune buteur de la saison :  Adem Zorgane   82e à l'âge de 18 ans, 9 mois et 13 jours pour le Paradou AC contre la JS Saoura (2-2) le 19 octobre 2018.
- Plus vieux buteur de la saison :  Moustapha Djallit   87e à l'âge de 35 ans et 28 jours pour la JS Saoura contre le Paradou AC (2-2) le 19 octobre 2018.
- Meilleure possession du ballon : JS Kabylie
- Journée de championnat la plus riche en buts : 5e journée (27 buts)
- Journée de championnat la plus pauvre en buts : 11e journée et 22e journée (8 buts)
- Nombre de buts inscrits durant la saison : 476 buts, soit une moyenne de :
  - 1.98 buts par match
  - 15.87 buts par journée
  - 1.26 buts marqués à domicile
  - 0.73 buts marqués à l'extérieur
- Résultat le plus souvent rencontré durant la saison : (0 matchs, soit 0% des résultats)
- Victoires à domicile : 120 (50 %)
- Victoires à l'extérieur : 76 (18 %)
- Matchs nuls : 44 (32 %)
- Plus grand nombre de buts dans une rencontre : 7 buts
  - Lors de la rencontre MC Oran - MC Alger (4-3) le 22 septembre 2018 pour le compte de la 7e journée et lors de la rencontre JS Saoura - MC Alger (4-3) le 11 mai 2019 pour le compte de la 27e journée.
- Plus large victoire à domicile : 4 buts d'écart
  - Lors de USM Alger - MO Béjaïa (5-1) le 15 octobre 2018 (5e journée) et lors de ES Sétif - AS Ain M'Lila (4-0) le 30 janvier 2019 (17e journée)
- Plus large victoire à l'extérieur : 5 buts d'écart
  - Lors de MC Alger - JS Kabylie (0-5) le 16 septembre 2018 (6e journée).
- Plus grand nombre de buts en une mi-temps : 5 buts
  - 2e mi-temps de MC Alger - AS Ain M'Lila (1-0, 4-2) le 26 mai 2019 (30e journée).
- Plus grand nombre de buts dans une rencontre pour un joueur : 3
  - Adelmoumene Djabou   17e   33e   84e pour l'ES Sétif contre l'AS Ain M'Lila (4-0) le 30 janvier 2019 lors de la 17e journée.
- Doublé le plus rapide : 2 minutes
  -  Youcef Djahnit   34e   36e pour le CA Bordj Bou Arreridj contre la JS Saoura (2-0) lors de la (21e journée) le 22 février 2019.
- Triplé le plus rapide : 0 minutes
- Les triplés de la saison :
- Les doublés de la saison :
  -  Mohamed Amine Chekhrit   13e   37e pour l'O Médéa contre l'USM Bel Abbès (1-2) lors de la (2e journée) le 17 août 2018.
  -  Mohamed Boulaouidet   57e   85e pour la JS Saoura contre le MC Oran (2-0) lors de la (2e journée) le 17 août 2018.
  -  Fiston Abdul Razak   67e   90+8e pour la JS Kabylie contre l'USM Bel Abbès (3-1) lors de la (3e journée) le 28 août 2018.
  -  Zakaria Naidji   25e   69e pour le Paradou AC contre l'O Médéa (3-0) lors de la (4e journée) le 1er septembre 2018.
  -  El Habib Bouguelmouna   85e   90+5e pour l'ES Sétif contre le CR Belouizdad (3-2) lors de la (5e journée) le 10 septembre 2018.
  -  Sidi Ali El Amri   45e   68e pour le CS Constantine contre l'USM Bel Abbès (3-0) lors de la (5e journée) le 10 septembre 2018.
  -  Karim Aribi   32e   90+3e pour le DRB Tadjenanet contre le CA Bordj Bou Arreridj (3-1) lors de la (5e journée) le 11 septembre 2018.
  -  Walid Allati   56e   63e pour le NA Hussein Dey contre le MO Béjaïa (1-2) lors de la (6e journée) le 15 septembre 2018.
  -  Zakaria Naidji   50e   70e pour le Paradou AC contre le MC Oran (3-0) lors de la (6e journée) le 16 septembre 2018.
  -  Uche Nwofor   9e   90e pour la JS Kabylie contre le MC Alger (0-5) lors de la (6e journée) le 16 septembre 2018.
  -  Ismail Belkacemi   60e   87e pour le CS Constantine contre le Paradou AC (2-0) lors de la (7e journée) le 21 septembre 2018.
  -  Massinisa Tafni   10e   37e pour la JS Kabylie contre le DRB Tadjenanet (3-2) lors de la (10e journée) le 9 octobre 2018.
  -  Hamza Belahouel   14e   77e pour l'USM Bel Abbès contre le MO Béjaïa (2-2) lors de la (10e journée) le 9 octobre 2018.
  -  Malick Touré   53e   68e pour le MO Béjaïa contre l'USM Bel Abbès (2-2) lors de la (10e journée) le 9 octobre 2018.
  -  Mohamed Amine Hamia   15e   90+3e pour l'USM Alger contre l'O Médéa (1-3) lors de la (12e journée) le 30 octobre 2018 .
  -  Zakaria Naidji   54e   64e pour le Paradou AC contre le MO Béjaïa (3-0) lors de la (12e journée) le 30 octobre 2018.
  -  Karim Aribi   11e   89e pour le DRB Tadjenanet contre le CS Constantine (3-3) lors de la (14e journée) le 10 novembre 2018.
  -  Mourad Benayad   23e   45+1e pour l'USM Bel Abbès contre l'ES Sétif (2-0) lors de la (16e journée) le 4 janvier 2019.
  -  Mohamed Souibaah   27e   88e pour le MC Alger contre le DRB Tadjenanet (4-1) lors de la (17e journée) le 11 janvier 2019.
  -  Boualem Mesmoudi   13e   90e pour l'USM Bel Abbès contre le MC Oran (2-2) lors de la (19e journée) le 25 janvier 2019.
  -  Zakaria Naidji   72e   85e pour le Paradou AC contre la JS Kabylie (2-0) lors de la (20e journée) le 4 février 2019.
  -  Zakaria Naidji   72e   79e pour le Paradou AC contre le MC Oran (0-2) lors de la (21e journée) le 8 février 2019.
  -  Youcef Djahnit   34e   36e pour le CA Bordj Bou Arreridj contre la JS Saoura (2-0) lors de la (21e journée) le 22 février 2019.
  -  Habib Bouguelmouna   30e   83e pour l'ES Sétif contre le MC Alger (2-0) lors de la (19e journée) le 9 mars 2019.
  -  Habib Bouguelmouna   43e   59e pour l'ES Sétif contre le MC Oran (2-0) lors de la (24e journée) le 17 mars 2019.
  -  Youcef Bechou   17e   40e pour le CR Belouizdad contre l'USM Alger (2-3) lors de la (25e journée) le 3 avril 2019.
  -  Fiston Abdulrazak   3e   58e pour la JS Kabylie contre le MC Oran (4-2) lors de la (26e journée) le 21 avril 2019.
  -  Mohamed Tiaiba   73e   90+10e pour l'AS Ain M'Lila contre le MO Bejaia (2-1) lors de la (26e journée) le 21 avril 2019.
  -  Ibrahim Farhi Benhalima   67e   86e pour la JS Saoura contre le CS Constantine (3-1) lors de la (18e journée) le 27 avril 2019.
  -  Abdelouahid Belgherbi   64e   82e pour la JS Kabylie contre le NA Hussein Dey (1 - 2) lors de la (29e journée) le 21 mai 2019.
  -  Mourad Benayad   77e   80e pour l'USM Bel Abbès contre le MC Alger (2-1) lors de la (29e journée) le 21 mai 2019.
  -  Riyad Benayad   16e   65e pour le Paradou AC contre le DRB Tadjenanet (3-0) lors de la (30e journée) le 26 mai 2019
- Plus grand nombre de spectateurs dans une rencontre : 60 000 lors USM Alger - MC Alger le 6 octobre 2018 (9e journée).
- Plus petit nombre de spectateurs dans une rencontre :
- Plus grande série de victoires: 6 matchs pour le Paradou AC entre les 18e et 23e journées .
- Plus grande série de défaites :
- Plus grande série de matchs sans défaite[6]: 13 matchs pour le CR Belouizdad entre les 16e journée et 28e journée .
- Plus grande série de matchs sans victoire[6]: huit matchs par deux fois pour l'USM Bel Abbès entre les 5e et 13e journées .(le match de la 12e journée a été joué après celui de la 13e journée) et entre les 17e et 25e journées .(le match de la 24e journée a été joué après celui de la 26e journée).
- Champion d'automne : USM Alger
- Champion : USM Alger

## Parcours en coupes d'Afrique

### Parcours africains des clubs
Le parcours des clubs Algériens en coupes d'Afrique détermine le coefficient de la CAF, et donc le nombre de clubs Algériens présents en coupes d'Afrique les années suivantes.
| Club           | Compétition               | Résultat         | Ultime(s) adversaire(s) | Ultime(s) adversaire(s) | Ultime(s) adversaire(s) | Ultime(s) adversaire(s) |
| -------------- | ------------------------- | ---------------- | ----------------------- | ----------------------- | ----------------------- | ----------------------- |
| CS Constantine | Ligue des champions       | 1/4              | ES Tunis                | ES Tunis                | ES Tunis                |                         |
| JS Saoura      | Ligue des champions       | Phase de groupes | Al Ahly SC              | Simba SC                | AS Vita Club            |                         |
| USM Bel Abbès  | Coupe de la confédération | Premier tour     | Enugu Rangers           | Enugu Rangers           | Enugu Rangers           |                         |
| NA Hussein Dey | Coupe de la confédération | Phase de groupes | Zamalek SC              | Gor Mahia FC            | Petro Atlético          |                         |

## Parcours en coupes d'Arabe

### Parcours arabes des clubs
| Club      | Compétition              | Résultat           | Ultime(s) adversaire(s) |
| --------- | ------------------------ | ------------------ | ----------------------- |
| ES Sétif  | Ligue des champions UAFA | Huitième de finale | Al-Ahli Djeddah         |
| MC Alger  | Ligue des champions UAFA | 1/4                | Al Merreikh             |
| USM Alger | Ligue des champions UAFA | Huitième de finale | Al Merreikh             |